# Nauru i olympiska sommarspelen 2020
Nauru deltog med en trupp på två idrottare vid de olympiska sommarspelen 2020 i Tokyo som hölls mellan den 23 juli och 8 augusti 2021 efter att ha blivit framflyttad ett år på grund av coronaviruspandemin. Det var sjunde raka sommar-OS som Nauru deltog vid. Ingen av landets deltagare erövrade någon medalj.

## Friidrott
Förkortningar

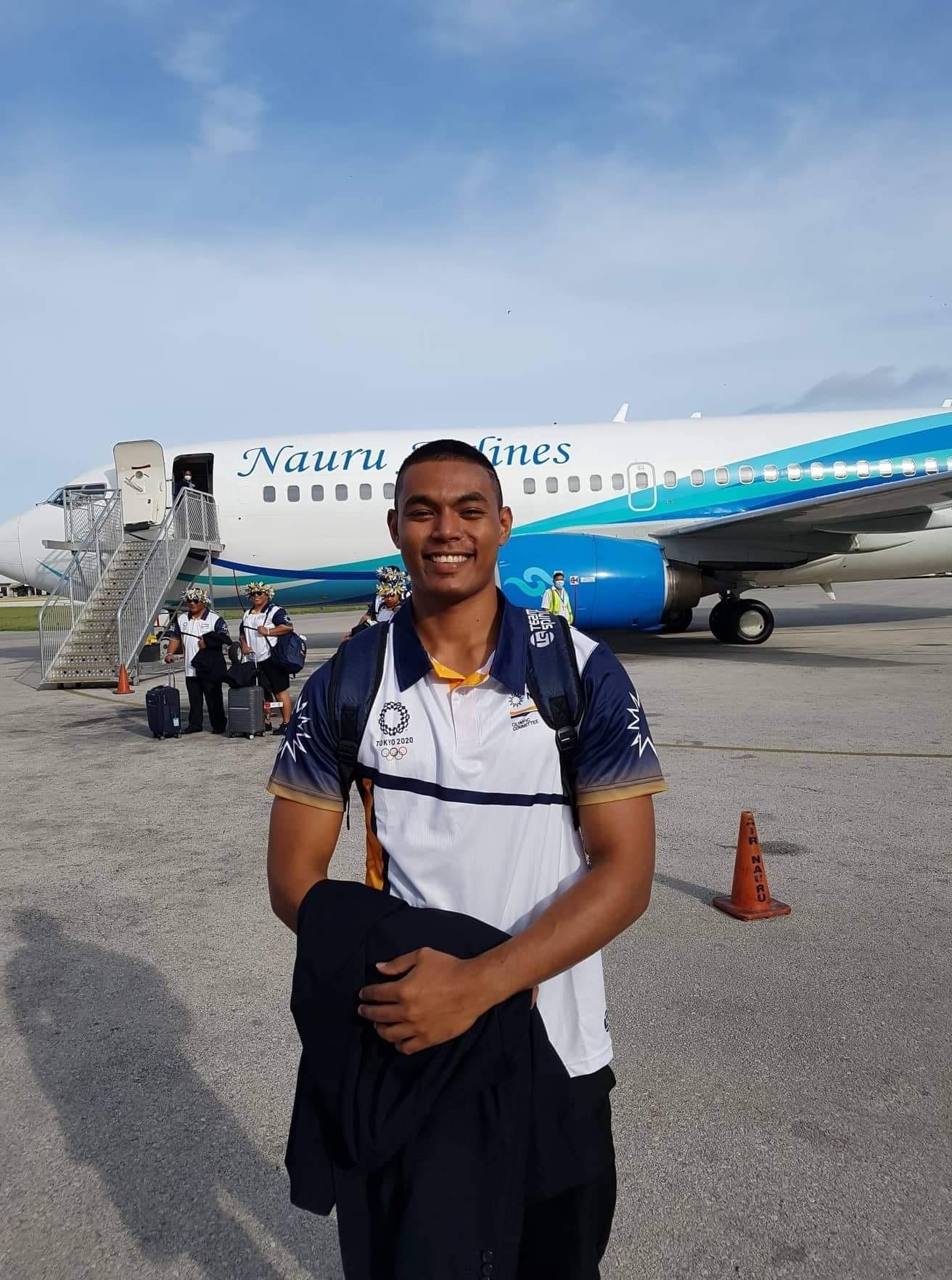
Jonah Harris inför de olympiska spelen.

- Notera– Placeringar avser endast det specifika heatet.
- Q = Tog sig vidare till nästa omgång
- q = Tog sig vidare till nästa omgång som den snabbaste förloraren eller, i teknikgrenarna, genom placering utan att nå kvalgränsen
- i.u. = Omgången fanns inte i grenen
- Bye = Idrottaren behövde inte tävla i omgången

Gång- och löpgrenar
| Idrottare    | Gren            | Inledande omgång | Inledande omgång | Heat             | Heat             | Semifinal        | Semifinal        | Final            | Final            |
| Idrottare    | Gren            | Resultat         | Placering        | Resultat         | Placering        | Resultat         | Placering        | Resultat         | Placering        |
| ------------ | --------------- | ---------------- | ---------------- | ---------------- | ---------------- | ---------------- | ---------------- | ---------------- | ---------------- |
| Jonah Harris | Herrarnas 100 m | 11,01 0SB0       | 5                | Gick inte vidare | Gick inte vidare | Gick inte vidare | Gick inte vidare | Gick inte vidare | Gick inte vidare |

## Tyngdlyftning
| Idrottare           | Gren            | Ryck     | Ryck      | Stöt     | Stöt      | Totalt | Placering |
| Idrottare           | Gren            | Resultat | Placering | Resultat | Placering | Totalt | Placering |
| ------------------- | --------------- | -------- | --------- | -------- | --------- | ------ | --------- |
| Nancy Genzel Abouke | Damernas –76 kg | 90       | 13        | 113      | 10        | 203    | 10        |